# Фантастичната четворка (филм, 2015)
Вижте пояснителната страница за други значения на Фантастичната четворка.
„Фантастичната четворка“ (на английски: Fantastic Four, стилизирано Fant4stic) е американски филм от 2015 г., базиран на едноименния екип от супергерои на Марвел Комикс. Режисиран е от Джош Транк, а премиерата му е на 4 август в Ню Йорк. Това е третият филм за Фантастичната четворка и представлява рибут на поредицата.
Снимките на „Фантастичната четворка“ започват на 5 май 2014 г. в Батън Руж, Луизиана.

## Актьорски състав
| Актьор           | Роля                                |
| ---------------- | ----------------------------------- |
| Майлс Телър      | Рийд Ричардс / Господин Фантастичен |
| Майкъл Джордан   | Джони Сторм / Човекът-факла         |
| Кейт Мара        | Сюзан Сторм / Невидимата жена       |
| Джейми Бел       | Бен Грим / Нещото                   |
| Тоби Кебел       | Виктор фон Дум / Доктор Дум         |
| Редж И. Кати     | д-р Франклин Сторм                  |
| Тим Блейк Нелсън | д-р Харви Алън                      |

## „Фантастичната четворка“ В България
В България филмът е пуснат по кината на 7 август 2015 г. от Александра Филмс. На 4 януари 2016 г. е издаден на DVD от A+Films. На 19 август 2019 г. е излъчен по bTV Cinema с български дублаж на студио VMS.